# Jean-Philippe Depotte
Œuvres principales
- Les Jours étranges de Nostradamus

Jean-Philippe Depotte, né en 1967 à Lille, est un écrivain français.
Jean-Philippe Depotte possède également une chaîne YouTube, sur laquelle il publie fréquemment des vidéos d'analyses de grands classiques de littérature.

## Biographie
Avant d'être auteur, Jean-Philippe Depotte était programmeur informatique, éditeur de méthode de langues puis directeur de production de jeux vidéo.
Il publie son premier roman en 2010, à l'âge de 43 ans.

## Œuvres
- Les Démons de Paris, Denoël, 2010  (ISBN 978-2-207-26189-7)
- Les Jours étranges de Nostradamus, Denoël, 2011  (ISBN 978-2-207-11029-4)
- Le Crane parfait de Lucien Bel, Denoël, 2012  (ISBN 978-2-207-11287-8)
- Le Chemin des dieux, Denoël, coll. « Lunes d'encre », 2013  (ISBN 978-2-207-11613-5)
- Le Fantôme de la tasse thé, Issekinicho, 2015  (ISBN 978-2-954-31259-0)

## Distinctions
- 2012 Prix Masterton pour son roman Les Jours étranges de Nostradamus[3].